# Gmina związkowa Cochem
Gmina związkowa Cochem (niem. Verbandsgemeinde Cochem) – gmina związkowa w Niemczech, w kraju związkowym Nadrenia-Palatynat, w powiecie Cochem-Zell. Siedziba gminy związkowej znajduje się w mieście Cochem. Utworzono ją 7 czerwca 2009 poprzez połączenie wcześniej niezrzeszonego miasta Cochem z gminą stowarzyszeniową Cochem-Land. Od 1 lipca 2014 należy do niej również sześć gmin: Lieg, Lütz, Moselkern, Müden (Mosel), Pommern oraz Treis-Karden, które wcześniej wchodziły w skład rozwiązanej tego dnia gminy związkowej Treis-Karden.

## Podział administracyjny
Gmina związkowa zrzesza 23 gminy, w tym jedną gminę miejską (stadt) oraz 22 gminy wiejskie:
1. Beilstein
2. Bremm
3. Briedern
4. Bruttig-Fankel
5. Cochem
6. Dohr
7. Ediger-Eller
8. Ellenz-Poltersdorf
9. Ernst
10. Faid
11. Greimersburg
12. Klotten
13. Lieg
14. Lütz
15. Mesenich
16. Moselkern
17. Müden (Mosel)
18. Nehren
19. Pommern
20. Senheim
21. Treis-Karden
22. Valwig
23. Wirfus